# Scott McKenna
Scott Fraser McKenna (Kirriemuir, 12 novembre 1996) è un calciatore scozzese, difensore della Dinamo Zagabria e della nazionale scozzese.

## Caratteristiche tecniche
Centrale di difesa roccioso e possente fisicamente, risulta efficace nei contrasti data una buona aggressività e abilità nel tackle, possiede anche un buon colpo di testa che lo rende pericoloso su palla inattiva

## Carriera

### Club
Ha giocato nella prima divisione scozzese, in quella inglese, in quella danese, in quella spagnola ed in quella croata.

### Nazionale
Ha giocato nelle nazionali giovanili scozzesi Under-19 ed Under-21.
Il 23 marzo 2018 ha esordito con la nazionale maggiore scozzese disputando l'amichevole persa 1-0 contro la Costa Rica. Il 2 giugno seguente, alla quarta presenza, indossa per la prima volta la fascia di capitano della sua nazionale nell'amichevole persa 1-0 contro il Messico.
Il 19 maggio 2021 viene convocato dalla selezione scozzese per gli europei.
L'8 giugno 2022 segna il suo primo gol per la Scozia nel successo per 2-0 contro l'Armenia in Nations League.

## Statistiche

### Presenze e reti nei club
Statistiche aggiornate al 24 maggio 2025.
| Stagione                 | Squadra                  | Campionato               | Campionato | Campionato | Coppe nazionali | Coppe nazionali | Coppe nazionali | Coppe continentali | Coppe continentali | Coppe continentali | Altre coppe | Altre coppe | Altre coppe | Totale | Totale |
| Stagione                 | Squadra                  | Comp                     | Pres       | Reti       | Comp            | Pres            | Reti            | Comp               | Pres               | Reti               | Comp        | Pres        | Reti        | Pres   | Reti   |
| ------------------------ | ------------------------ | ------------------------ | ---------- | ---------- | --------------- | --------------- | --------------- | ------------------ | ------------------ | ------------------ | ----------- | ----------- | ----------- | ------ | ------ |
| feb.-giu. 2015           | Ayr Utd                  | SLO                      | 12         | 0          | -               | -               | -               | -                  | -                  | -                  | -           | -           | -           | 12     | 0      |
| 2015-gen. 2016           | Aberdeen                 | SP                       | 3          | 0          | -               | -               | -               | -                  | -                  | -                  | -           | -           | -           | 3      | 0      |
| gen.-giu. 2016           | Alloa Athletic           | SC                       | 4          | 0          | SC+CdL          | -               | -               | -                  | -                  | -                  | -           | -           | -           | 4      | 0      |
| 2016-gen. 2017           | Aberdeen                 | SP                       | 0          | 0          | CdL             | 1               | 0               | -                  | -                  | -                  | -           | -           | -           | 1      | 0      |
| gen.-giu. 2017           | Ayr Utd                  | SC                       | 12         | 1          | CS              | 2               | 0               | -                  | -                  | -                  | SCC         | 1           | 0           | 15     | 1      |
| Totale Ayr Utd           | Totale Ayr Utd           | Totale Ayr Utd           | 24         | 1          |                 | 2               | 0               |                    | -                  | -                  |             | 1           | 0           | 25     | 1      |
| 2017-2018                | Aberdeen                 | SP                       | 30         | 3          | CS+CdL          | 4+0             | 0               | -                  | -                  | -                  | -           | -           | -           | 34     | 3      |
| 2018-2019                | Aberdeen                 | SP                       | 30         | 2          | CS+CdL          | 4+3             | 0               | UEL                | 2                  | 0                  | -           | -           | -           | 39     | 2      |
| 2019-2020                | Aberdeen                 | SP                       | 24         | 1          | CS+CdL          | 4+1             | 0               | UEL                | 6                  | 0                  | -           | -           | -           | 35     | 1      |
| ago.-set. 2020           | Aberdeen                 | SP                       | 4          | 0          | -               | -               | -               | UEL                | 2                  | 0                  | -           | -           | -           | 34     | 3      |
| Totale Aberdeen          | Totale Aberdeen          | Totale Aberdeen          | 91         | 6          |                 | 17              | 0               |                    | 10                 | 0                  |             | -           | -           | 120    | 6      |
| set. 2020-2021           | Nottingham Forest        | FLC                      | 24         | 1          | FACup+CdL       | 1+0             | 0+0             | -                  | -                  | -                  | -           | -           | -           | 25     | 1      |
| 2021-2022                | Nottingham Forest        | FLC                      | 45+3       | 2+0        | FACup+CdL       | 3+0             | 0+0             | -                  | -                  | -                  | -           | -           | -           | 51     | 1      |
| 2022-2023                | Nottingham Forest        | PL                       | 20         | 0          | FACup+CdL       | 1+3             | 0+0             | -                  | -                  | -                  | -           | -           | -           | 24     | 0      |
| 2023-gen. 2024           | Nottingham Forest        | PL                       | 5          | 0          | FACup+CdL       | 1+0             | 0+0             | -                  | -                  | -                  | -           | -           | -           | 6      | 0      |
| Totale Nottingham Forest | Totale Nottingham Forest | Totale Nottingham Forest | 97         | 3          |                 | 9               | 0               |                    | -                  | -                  |             | -           | -           | 106    | 3      |
| gen.-giu. 2024           | Copenaghen               | SL                       | 13         | 0          | -               | -               | -               | UCL                | 2                  | 0                  | -           | -           | -           | 15     | 0      |
| 2024-2025                | Las Palmas               | PD                       | 29         | 0          | CR              | 2               | 0               | -                  | -                  | -                  | -           | -           | -           | 31     | 0      |
| Totale carriera          | Totale carriera          | Totale carriera          | 258        | 10         |                 | 30              | 0               |                    | 12                 | 0                  |             | 1           | 0           | 301    | 10     |

### Cronologia presenze e reti in nazionale
| Cronologia completa delle presenze e delle reti in nazionale ― Scozia | Cronologia completa delle presenze e delle reti in nazionale ― Scozia | Cronologia completa delle presenze e delle reti in nazionale ― Scozia | Cronologia completa delle presenze e delle reti in nazionale ― Scozia | Cronologia completa delle presenze e delle reti in nazionale ― Scozia | Cronologia completa delle presenze e delle reti in nazionale ― Scozia | Cronologia completa delle presenze e delle reti in nazionale ― Scozia | Cronologia completa delle presenze e delle reti in nazionale ― Scozia |
| Data                                                                  | Città                                                                 | In casa                                                               | Risultato                                                             | Ospiti                                                                | Competizione                                                          | Reti                                                                  | Note                                                                  |
| --------------------------------------------------------------------- | --------------------------------------------------------------------- | --------------------------------------------------------------------- | --------------------------------------------------------------------- | --------------------------------------------------------------------- | --------------------------------------------------------------------- | --------------------------------------------------------------------- | --------------------------------------------------------------------- |
| 23-3-2018                                                             | Glasgow                                                               | Scozia                                                                | 0 – 1                                                                 | Costa Rica                                                            | Amichevole                                                            | -                                                                     |                                                                       |
| 27-3-2018                                                             | Budapest                                                              | Ungheria                                                              | 0 – 1                                                                 | Scozia                                                                | Amichevole                                                            | -                                                                     |                                                                       |
| 30-5-2018                                                             | Lima                                                                  | Perù                                                                  | 2 – 0                                                                 | Scozia                                                                | Amichevole                                                            | -                                                                     |                                                                       |
| 3-6-2018                                                              | Città del Messico                                                     | Messico                                                               | 1 – 0                                                                 | Scozia                                                                | Amichevole                                                            | -                                                                     | Cap.                                                                  |
| 11-10-2018                                                            | Haifa                                                                 | Israele                                                               | 2 – 1                                                                 | Scozia                                                                | UEFA Nations League 2018-2019 - 1º turno                              | -                                                                     | 46’                                                                   |
| 14-10-2018                                                            | Glasgow                                                               | Scozia                                                                | 1 – 3                                                                 | Portogallo                                                            | Amichevole                                                            | -                                                                     |                                                                       |
| 17-11-2018                                                            | Tirana                                                                | Albania                                                               | 0 – 4                                                                 | Scozia                                                                | UEFA Nations League 2018-2019 - 1º turno                              | -                                                                     | 60’                                                                   |
| 20-11-2018                                                            | Glasgow                                                               | Scozia                                                                | 3 – 2                                                                 | Israele                                                               | UEFA Nations League 2018-2019 - 1º turno                              | -                                                                     |                                                                       |
| 21-3-2019                                                             | Astana                                                                | Kazakistan                                                            | 3 – 0                                                                 | Scozia                                                                | Qual. Euro 2020                                                       | -                                                                     |                                                                       |
| 24-3-2019                                                             | Serravalle                                                            | San Marino                                                            | 0 – 2                                                                 | Scozia                                                                | Qual. Euro 2020                                                       | -                                                                     |                                                                       |
| 8-6-2019                                                              | Glasgow                                                               | Scozia                                                                | 2 – 1                                                                 | Cipro                                                                 | Qual. Euro 2020                                                       | -                                                                     |                                                                       |
| 11-6-2019                                                             | Bruxelles                                                             | Belgio                                                                | 3 – 0                                                                 | Scozia                                                                | Qual. Euro 2020                                                       | -                                                                     |                                                                       |
| 16-11-2019                                                            | Nicosia                                                               | Cipro                                                                 | 1 – 2                                                                 | Scozia                                                                | Qual. Euro 2020                                                       | -                                                                     | 47’                                                                   |
| 19-11-2019                                                            | Glasgow                                                               | Scozia                                                                | 3 – 1                                                                 | Kazakistan                                                            | Qual. Euro 2020                                                       | -                                                                     |                                                                       |
| 4-9-2020                                                              | Glasgow                                                               | Scozia                                                                | 1 – 1                                                                 | Israele                                                               | UEFA Nations League 2020-2021 - 1º turno                              | -                                                                     |                                                                       |
| 7-9-2020                                                              | Olomouc                                                               | Rep. Ceca                                                             | 1 – 2                                                                 | Scozia                                                                | UEFA Nations League 2020-2021 - 1º turno                              | -                                                                     | 79’                                                                   |
| 18-11-2020                                                            | Netanya                                                               | Israele                                                               | 1 – 0                                                                 | Scozia                                                                | UEFA Nations League 2020-2021 - 1º turno                              | -                                                                     | 73’                                                                   |
| 31-3-2021                                                             | Glasgow                                                               | Scozia                                                                | 4 – 0                                                                 | Fær Øer                                                               | Qual. Mondiali 2022                                                   | -                                                                     | 83’                                                                   |
| 2-6-2021                                                              | Faro                                                                  | Paesi Bassi                                                           | 2 – 2                                                                 | Scozia                                                                | Amichevole                                                            | -                                                                     | 69’                                                                   |
| 6-6-2021                                                              | Lussemburgo                                                           | Lussemburgo                                                           | 0 – 1                                                                 | Scozia                                                                | Amichevole                                                            | -                                                                     | 46’                                                                   |
| 22-6-2021                                                             | Glasgow                                                               | Croazia                                                               | 3 – 1                                                                 | Scozia                                                                | Euro 2020 - 1º turno                                                  | -                                                                     | 33’ 34’                                                               |
| 1-9-2021                                                              | Copenaghen                                                            | Danimarca                                                             | 2 – 0                                                                 | Scozia                                                                | Qual. Mondiali 2022                                                   | -                                                                     | 46’                                                                   |
| 15-11-2021                                                            | Glasgow                                                               | Scozia                                                                | 2 – 0                                                                 | Danimarca                                                             | Qual. Mondiali 2022                                                   | -                                                                     | 79’                                                                   |
| 8-6-2022                                                              | Glasgow                                                               | Scozia                                                                | 2 – 0                                                                 | Armenia                                                               | UEFA Nations League 2022-2023 - 1º turno                              | 1                                                                     |                                                                       |
| 11-6-2022                                                             | Dublino                                                               | Irlanda                                                               | 3 – 0                                                                 | Scozia                                                                | UEFA Nations League 2022-2023 - 1º turno                              | -                                                                     | 74’                                                                   |
| 21-9-2022                                                             | Glasgow                                                               | Scozia                                                                | 3 – 0                                                                 | Ucraina                                                               | UEFA Nations League 2022-2023 - 1º turno                              | -                                                                     |                                                                       |
| 24-9-2022                                                             | Glasgow                                                               | Scozia                                                                | 2 – 1                                                                 | Irlanda                                                               | UEFA Nations League 2022-2023 - 1º turno                              | -                                                                     | 63’                                                                   |
| 16-11-2022                                                            | Diyarbakır                                                            | Turchia                                                               | 2 – 1                                                                 | Scozia                                                                | Amichevole                                                            | -                                                                     | 46’                                                                   |
| 12-10-2023                                                            | Siviglia                                                              | Spagna                                                                | 2 – 0                                                                 | Scozia                                                                | Qual. Euro 2024                                                       | -                                                                     |                                                                       |
| 17-10-2023                                                            | Villeneuve d'Ascq                                                     | Francia                                                               | 4 – 1                                                                 | Scozia                                                                | Amichevole                                                            | -                                                                     |                                                                       |
| 16-11-2023                                                            | Tbilisi                                                               | Georgia                                                               | 2 – 2                                                                 | Scozia                                                                | Qual. Euro 2024                                                       | -                                                                     |                                                                       |
| 19-11-2023                                                            | Glasgow                                                               | Scozia                                                                | 3 – 3                                                                 | Norvegia                                                              | Qual. Euro 2024                                                       | -                                                                     | 79’                                                                   |
| 3-6-2024                                                              | Faro                                                                  | Gibilterra                                                            | 0 – 2                                                                 | Scozia                                                                | Amichevole                                                            | -                                                                     | 77’                                                                   |
| 7-6-2024                                                              | Glasgow                                                               | Scozia                                                                | 2 – 2                                                                 | Finlandia                                                             | Amichevole                                                            | -                                                                     | 79’                                                                   |
| 14-6-2024                                                             | Monaco di Baviera                                                     | Germania                                                              | 5 – 1                                                                 | Scozia                                                                | Euro 2024 - 1º turno                                                  | -                                                                     | 77’                                                                   |
| 19-6-2024                                                             | Colonia                                                               | Scozia                                                                | 1 – 1                                                                 | Svizzera                                                              | Euro 2024 - 1º turno                                                  | -                                                                     | 61’ 68’                                                               |
| 23-6-2024                                                             | Stoccarda                                                             | Scozia                                                                | 0 – 1                                                                 | Ungheria                                                              | Euro 2024 - 1º turno                                                  | -                                                                     |                                                                       |
| 5-9-2024                                                              | Glasgow                                                               | Scozia                                                                | 2 – 3                                                                 | Polonia                                                               | UEFA Nations League 2024-2025 - 1º turno                              | -                                                                     |                                                                       |
| 8-9-2024                                                              | Lisbona                                                               | Portogallo                                                            | 2 – 1                                                                 | Scozia                                                                | UEFA Nations League 2024-2025 - 1º turno                              | -                                                                     |                                                                       |
| 15-11-2024                                                            | Glasgow                                                               | Scozia                                                                | 1 – 0                                                                 | Croazia                                                               | UEFA Nations League 2024-2025 - 1º turno                              | -                                                                     | 46’                                                                   |
| 6-6-2025                                                              | Glasgow                                                               | Scozia                                                                | 1 – 3                                                                 | Islanda                                                               | Amichevole                                                            | -                                                                     | 68’                                                                   |
| 9-6-2025                                                              | Vaduz                                                                 | Liechtenstein                                                         | 0 – 4                                                                 | Scozia                                                                | Amichevole                                                            | -                                                                     |                                                                       |
| Totale                                                                |                                                                       | Presenze                                                              | 42                                                                    |                                                                       | Reti                                                                  | 1                                                                     |                                                                       |